# Flachfigurenfilm
Ein Flachfigurenfilm (auch Legetrick, Cut-Out-Animation oder Schiebetrick) bezeichnet eine Animationstechnik, bei der ausgeschnittene Flachfiguren, Bilder oder Papierschablonen auf einem Hintergrund bewegt werden und dadurch die Animation erzeugen. Der Hintergrund ist dabei meist gezeichnet oder bemalt und das Geschehen wird durch einen Sprecher begleitet. Häufig werden Stop-Motion-Animationen oder sich wenig bewegende Szenen verwendet.
Die Flachfiguren verfügen meist über Körperteile, die sich bewegen lassen, sodass wie beim Rigging ein Animationsskelett aufgebaut wird. Die Technik wird auch in Kombination mit Nicht-Animationsfilmen verwendet, um zum Beispiel Sachverhalte in einer Dokumentation oder einem Lernvideo zu erklären oder Kinder besser anzusprechen. Die Bewegungsabläufe bestehen dabei meist aus wenigen Trickelementen und sind einfach gehalten. Die bekannteste Flachfigur ist der Hampelmann. Die Ästhetik der Technik lässt sich auch künstlich virtuell am Computer durch spezielle Software nachbilden.

## Vorteile und Nachteile
Im Gegensatz zu anderen Animationstechniken ist diese Form auch alleine und mit weniger Kosten und schneller durchführbar. Einzelne Objekte können selber durch Basteln hergestellt werden. Allerdings ist diese Animationstechnik auch beschränkt und Bewegungen und Emotionen in Form von Mimik und Gestik können nur bedingt dargestellt werden.

## Beispiele
Der Italiener Quirino Cristiani schuf ab 1916 zahlreiche Flachfigurenfilme, darunter mit El Apóstol aus dem Jahre 1917 den ersten Animationsfilm in Spielfilmlänge, der allerdings seit einem Filmstudio-Brand 1926 als verschollen gilt.
Lotte Reiniger schuf in Deutschland ab 1919 erste Filmwerke in der Silhouetten-Animations-Technik. Mit dem 1926 veröffentlichten Die Abenteuer des Prinzen Achmed entstand Reinigers erster abendfüllender Silhouetten-Animationsfilms.